# Piz Alv (Livigno-Alpen)
Der Piz Alv ⓘ (rätoromanisch im Idiom Puter für ‚weiss‘) ist ein Berg nördlich des Berninapasses im Kanton Graubünden in der Schweiz mit einer Höhe von 2975 m ü. M. Dank seiner vorgeschobenen Lage ist die Aussicht von diesem Gipfel besonders auf die Gegend des Berninapasses und auf die Berninagruppe umfassend.

## Lage und Umgebung
Der Piz Alv gehört zur Minor-Gruppe, einer Untergruppe der Livigno-Alpen. Der Gipfel befindet sich auf dem Gemeindegebiet von Pontresina. Der Piz Alv wird im Norden durch das Val da Fain und im Süden durch das Val Minor eingefasst, beides sind Seitentäler der Val Bernina.
Zu den Nachbargipfeln gehören der Piz Albris (3165 m), der Piz Pischa (3136 m), der Piz Sagliaint (2944 m) und der Piz Chatscheders (2985 m) im Norden, der Piz Minor (3048 m) im Osten, der Piz Lagalb (2959 m) im Südosten sowie der Piz Trovat (3145 m), Diavolezza (2972 m) und Munt Pers (3206 m) im Südwesten.
Der am weitesten entfernte sichtbare Punkt vom Piz Alv ist der Dammastock, mit einer Höhe von 3630,3 m der höchste Gipfel der Urner Alpen, des Kantons Uri und der Zentralschweiz. Er befindet sich in westlicher Richtung und ist 123 km entfernt.
Talorte sind Pontresina und der Berninapass. Häufige Ausgangspunkte sind Curtinatsch und Bernina Suot.

## Routen zum Gipfel

### Sommerrouten

#### Von Bernina Lagalb, über die westliche, plattige Kante
- Ausgangspunkt: Talstation der Lagalbbahn (2107 m)
- Schwierigkeit: WS
- Zeitaufwand: 3 Stunden

#### Von Bernina Suot, durch die Val da Fain und über die westliche, plattige Kante
- Ausgangspunkt: Bernina Suot (2045 m)
- Via: Alp Bernina, Ostkante des Gipfelblocks
- Schwierigkeit: WS
- Zeitaufwand: 3 Stunden

#### Von Bernina Suot, durch die Val da Fain und die westliche Gratkante
- Ausgangspunkt: Bernina Suot (2045 m)
- Via: Alp Bernina, Westkante des Vorgipfels
- Schwierigkeit: ZS
- Zeitaufwand: 5–6 Stunden
- Bemerkung: Die Mittelpartie bis zum Vorgipfel ist ziemlich schwierig, und es besteht die Gefahr von Steinschlägen.

#### Von Bernina Suot, durch die Val da Fain und über den Nordostgrat
- Ausgangspunkt: Bernina Suot (2045 m)
- Via: Val da Fain, Alp la Stretta (2426 m), P. 2748, Nordostgrat
- Schwierigkeit: WS, bis Alp la Stretta als Wanderweg weiss-rot-weiss markiert
- Zeitaufwand: 4 ½ Stunden

### Winterrouten
Bei sicheren Schneeverhältnissen lohnende Abfahrtsmöglichkeiten, sonst eher etwas weitläufig und auf der Aufstiegsroute wenig interessantes Abfahrtsgelände.

#### Von Bernina Suot
- Ausgangspunkt: Bernina Suot (2045 m)
- Via: Val da Fain, P. 2583, P. 2752
- Expositionen: NE, SW
- Schwierigkeit: WS
- Zeitaufwand: 3 ½ Stunden

#### Abfahrt über die Südflanke zur Talstation der Lagalbbahn
- Ziel: Talstation der Lagalbbahn (2107 m)
- Via: P. 2780, Südflanke
- Expositionen: SE, SW
- Schwierigkeit: ZS+
- Bemerkung: Sichere Verhältnisse und gute Sichtverhältnisse vorausgesetzt.
- Alternative: P. 2752, Plaun Verd, Val Verda, Val Minor

## Galerie

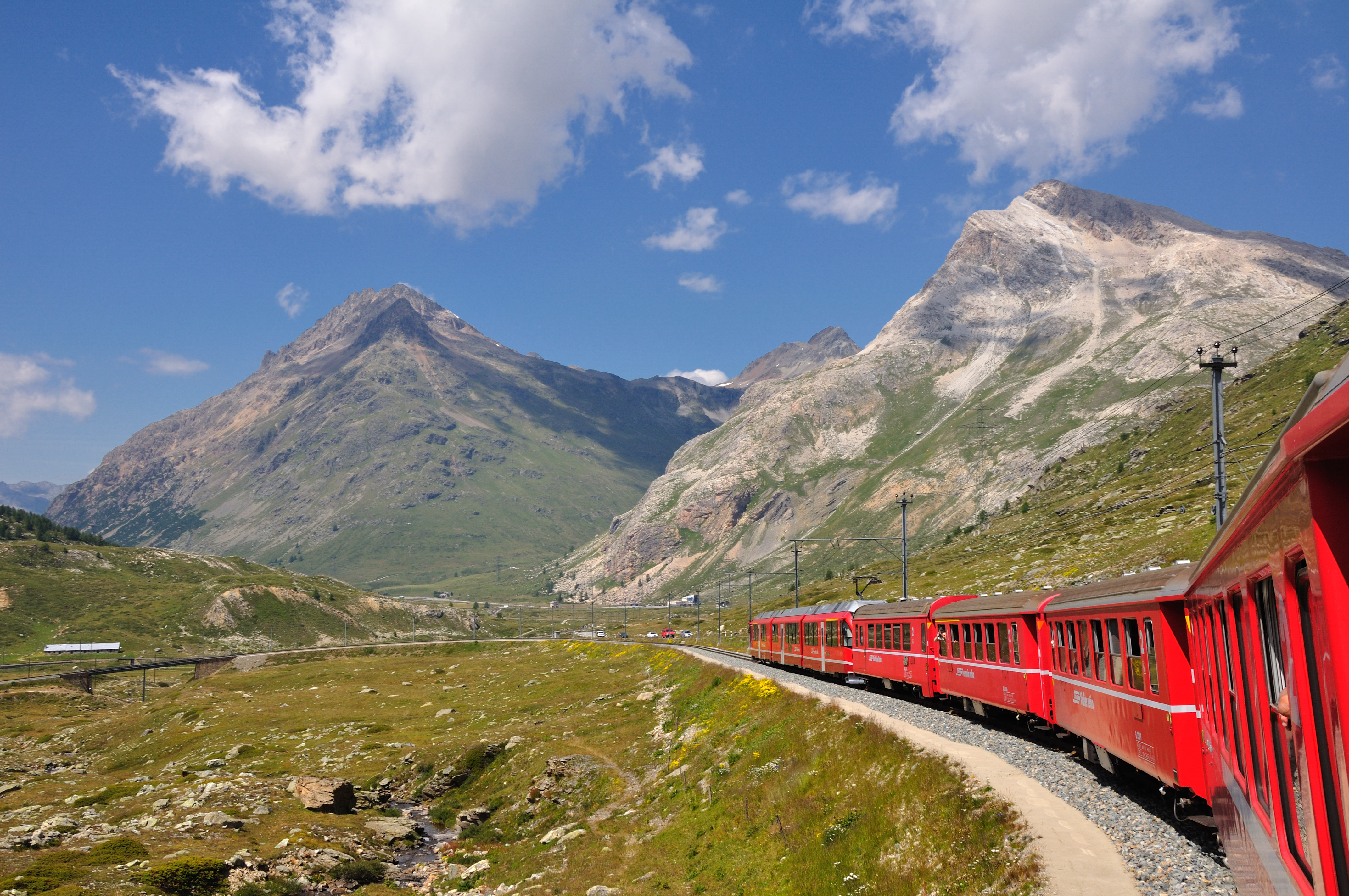
Piz Albris (links) und Piz Alv (rechts), aufgenommen aus der talwärts fahrenden Berninabahn.
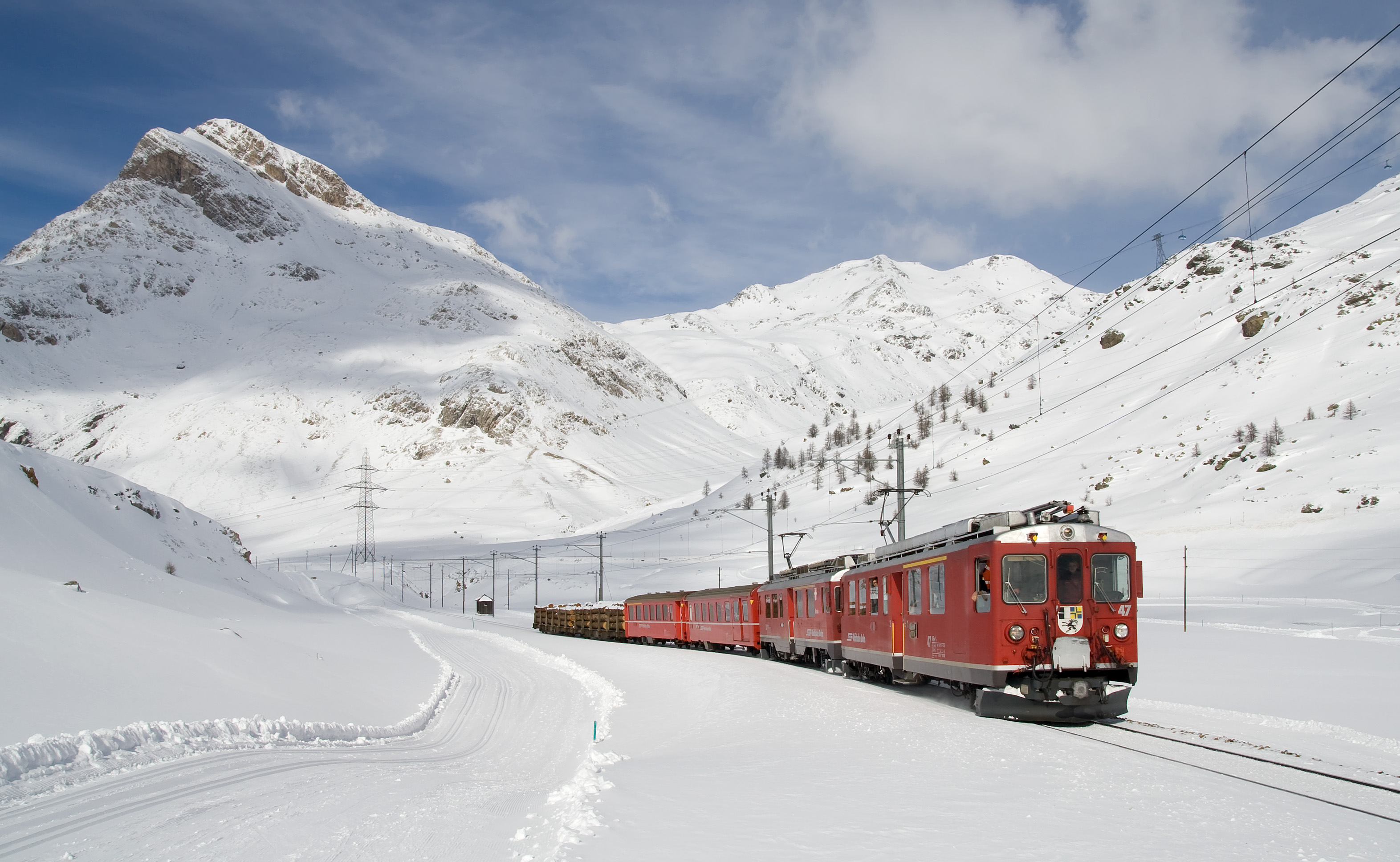
Die Berninabahn kurz vor dem Berninapass, im Hintergrund links der Piz Alv.
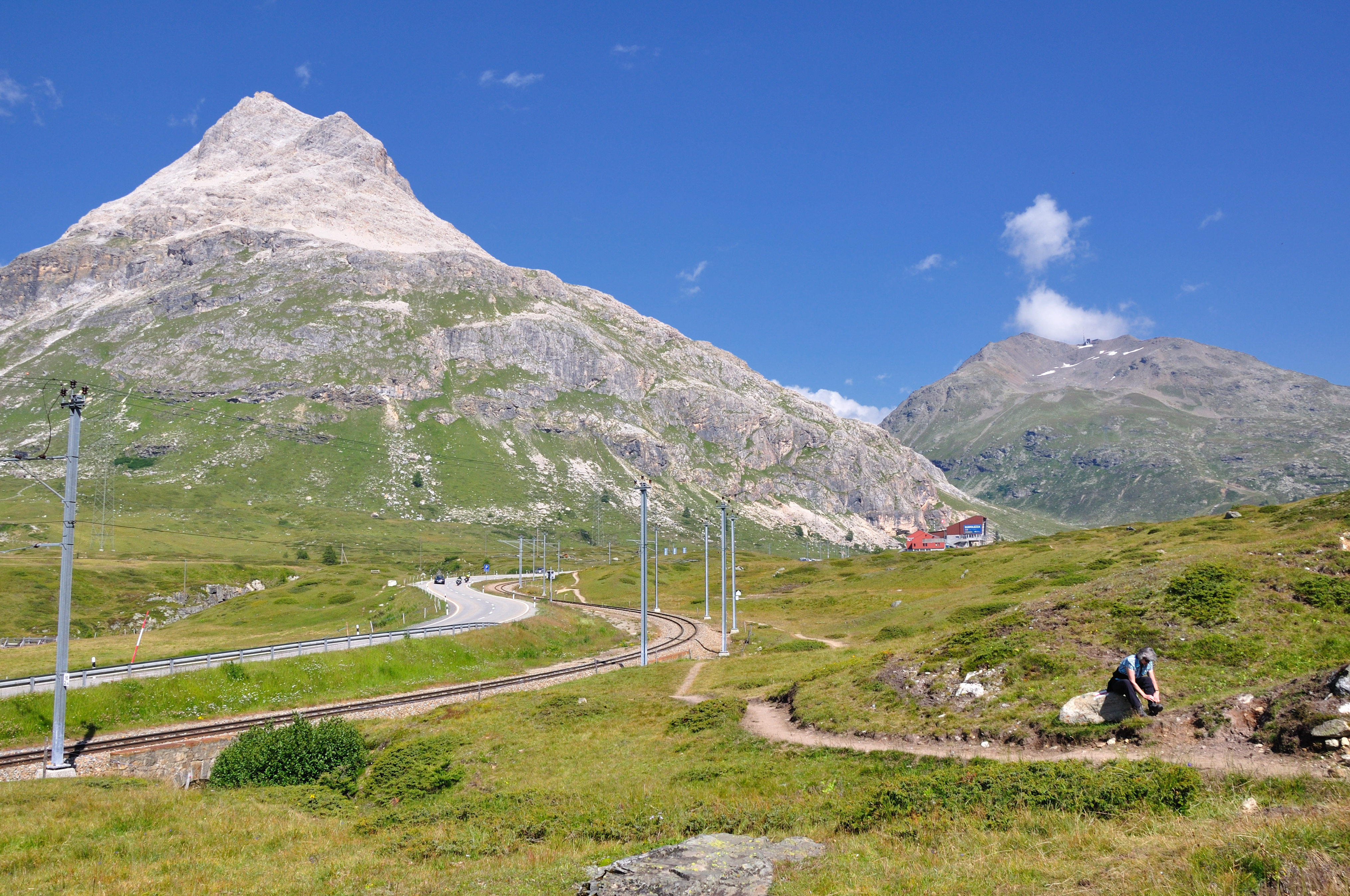
Piz Alv (links) und Piz Lagalb (rechts), davor die Talstation der Diavolezza.
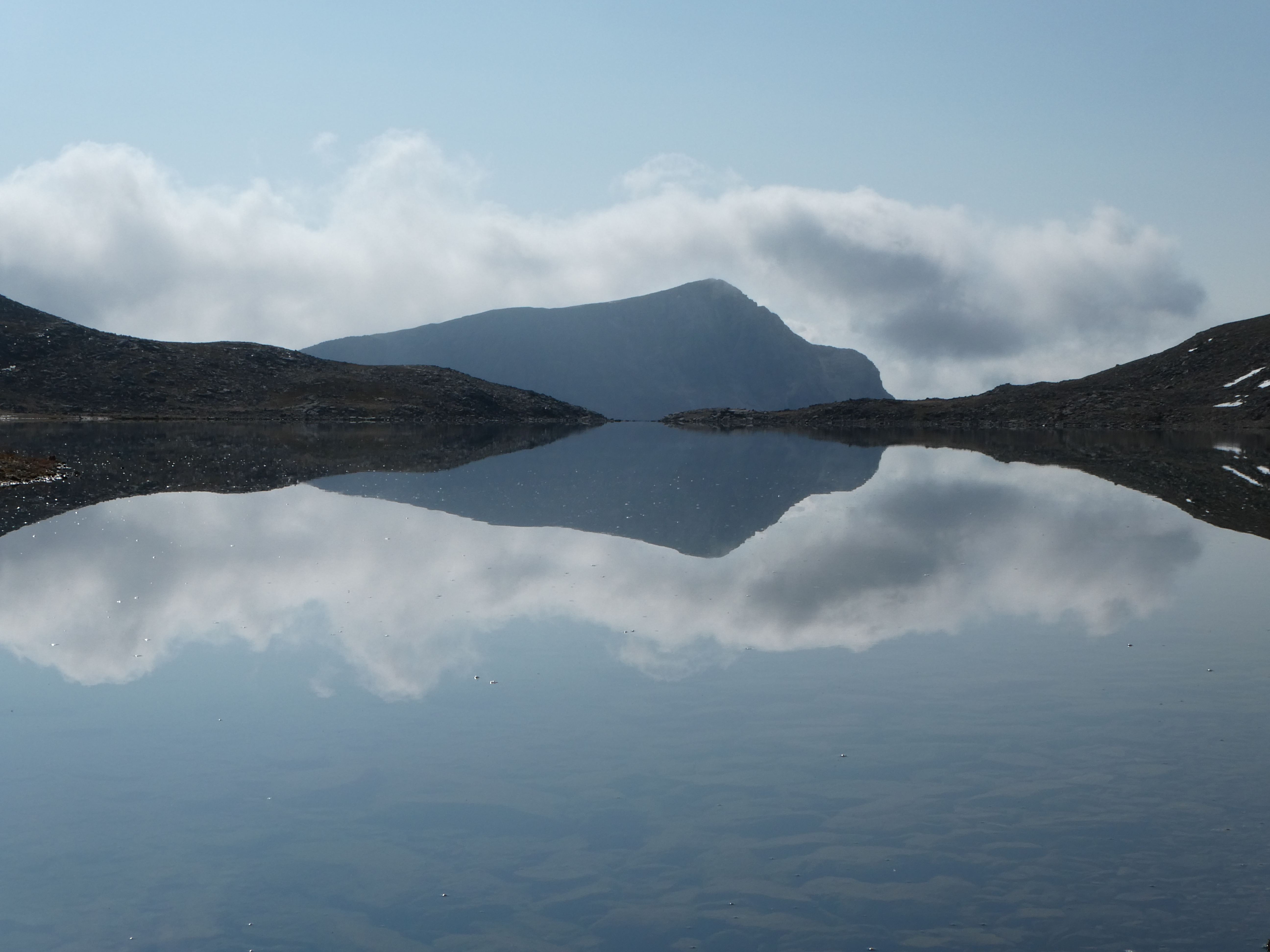
Aufnahme vom Lej da Pischa, im Hintergrund der Piz Alv von Nordwesten.